# Gérard Bosson
Pour les articles homonymes, voir Bosson.
Gérard Bosson, né le 14 mai 1943 à Passy (Haute-Savoie) et mort le 2 juillet 2017 à Contamine-sur-Arve (Haute-Savoie), est un parachutiste français.

## Biographie
Il a inventé le parapente en juin 1978 à Mieussy, avec Jean-Claude Bétemps, André Bohn. Mais le pionnier du parapente est David Barish.
Le 5 mai 1979,  Gérard Bosson, George Perret et Michel Didriche déposent les statuts du premier club école de parapente au monde:  "Les Choucas".
Gerard était alors facteur du côté de Viuz-en-Sallaz et sa femme, Françoise Bosson, était très impliquée également dans les débuts du parapente.

## Palmarès
- Médaille d'or de la Jeunesse et des sports.
- Triple champion de France de parachutisme.